# Google Latitude
Pour les articles homonymes, voir Latitude (homonymie).
Google Latitude était une application pour mobile développée par Google dont le but était de partager sa position géographique avec ses contacts, et réciproquement de suivre la position de ses amis sur Google Maps.
Le 10 juillet 2013 Google annonce qu'il souhaite fermer le service. Sa fermeture est effective le 9 août avec l'arrivée de la version 7 de Google Maps. En mars 2017 Google annonce la réapparition de la fonctionnalité sur Google Maps,.

## Fonctionnement
L'utilisateur choisit qui est autorisé à voir sa position et avec quelle précision (coordonnées géographiques ou bien seulement la ville). Il est également possible de désactiver l'application, ou d'entrer à la main une position. Dodgeball, acquis en 2005 par Google, proposait un service similaire via SMS. Google Latitude est également disponible sur PC. La géolocalisation se fait sur PC d'après l'adresse IP, sur mobile d'après les informations de l'opérateur mobile et le GPS du téléphone. Ce service peut aussi aider à retrouver son téléphone en cas de perte.
Ce service soulève des questions de vie privée.